# Reformas borbônicas
```
   |-
       |
Erro:
:  
valor não especificado para "
nome_comum
"

   |-
       | 
Erro:
:  
valor não especificado para "
continente
"
```

As reformas borbônicas (em castelhano: reformas borbónicas) foram uma série de legislações econômicas e políticas introduzida pela coroa espanhola durante o reinado de vários reis pertencente a Casa de Bourbon ao longo do século XVIII. As reformas foram destinadas a um estimulo na fabricação de produtos manufaturados e tecnológicos, a fim de modernizar a Espanha. Na América espanhola as reformas foram projetadas para tornar a administração mais eficiente e promover o seu desenvolvimento econômico, comercial e fiscal. A coroa fez isso na esperança de um efeito positivo sobre a economia da Espanha. Além disso, as reformas borbônicas tinham a intenção de limitar o poder de crioulos e re-estabelecer a supremacia espanhola sobre suas colônias.  As reformas geraram resultados mistos, alienando os povos locais das Américas (chamados de Crioulos) e, eventualmente, levando ao fim de todos os domínios ultramarinos da coroa espanhola. 

## Antecedentes
No final do século XVII, a Espanha era um império em crise enfrentando o declínio das receitas e a perda de poder militar. Foi governado por um rei considerado fraco, Carlos II, que não deixaria sucessores. Mesmo antes da morte de Carlos II, as potências europeias já estavam se posicionando para ver qual casa nobre iria adquirir o trono espanhol, com seu vasto império. Luís XIV da França pediu, e ganhou, o consentimento do Papa para seu neto, Filipe de Anjou, um sobrinho-neto de Carlos II, para ascender ao trono. Em seu leito de morte Carlos II quis a coroa para este sucessor francês.
A transferência da coroa espanhola para os Bourbons, em 1700, não foi incontestável. No que se seguiu Guerra da Sucessão Espanhola (1701-1713), a Espanha teve de ceder alguns de seus territórios europeus, e conceder o monopólio do comércio de escravos valioso das Américas para a Inglaterra.  Filipe V de Espanha tomou medidas destinadas a combater o declínio do poder espanhol. Mesmo antes da guerra do estado a situação do império espanhol era precária. Quando Carlos II morreu, o serviço militar era praticamente inexistente não, que consiste em uma divisão, o tesouro estava falido, e não havia nenhum promoção do comércio ou da indústria. Filipe V e seus ministros precisava agir rapidamente para reconstruir o império.

## Reinado de Filipe V: a construção do Estado borbônico

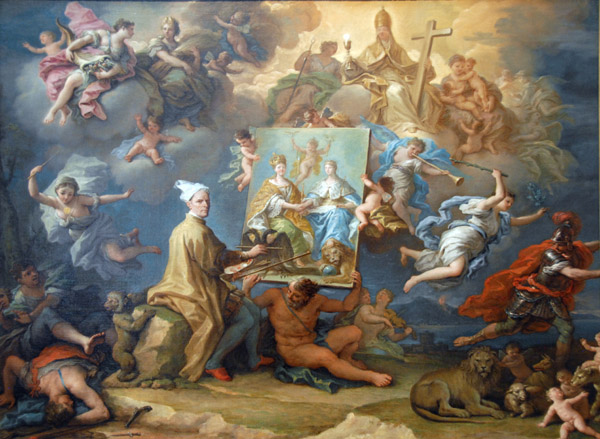
Alegoria da Paz de Utrecht, por Paolo de Matteis, c. 1714.

Filipe V aderiu ao trono da monarquia espanhola em virtude do testamento de seu tio, o rei Carlos II, de frente para a Casa de Habsburgo. Castela aceitou imediatamente o novo rei, mas os reinos da Coroa de Aragão, logo aderiram à causa do arquiduque Carlos. Filipe V tinha apenas o apoio da França e dos próprios castelhos, contra a hostilidade do resto, especialmente dos aragoneses, austríacos, britânicos e holandeses, temendo que uma monarquia de estilo francês absolutista se estabelecesse na Espanha. A vitória foi para os adeptos de Filipe V e os Tratado de Utrecht em 1713 e Rastatt em 1714 puseram fim ao conflito, não sem uma séria perda para a coroa em território europeu. O estabelecimento dos Bourbons levou à assinatura dos chamados Pactos Familiares com a França que dominaria toda a política internacional espanhola ao longo do século XVIII.
Em retaliação, Filipe V aboliu os Fueros de Aragão e Valência em 1707 e impôs o Fuero de Castilla, como na Catalunha e Maiorca. As Cortes de Aragão, as de Valência e as da Catalunha cessaram sucessivamente, integrando os representantes de suas cidades, não a nobreza e o clero, e as cortes de Castela. Filipe V recompensou a lealdade do Reino de Navarra e das províncias Vascongadas à sua causa, mantendo seus Fueros. O novo regulamento será formulado através dos Decretos do Novo Plano.

### Influências francesas
Os novos reis da Casa de Bourbon manteve laços estreitos com a França e usaram muitos franceses como conselheiros. Embora inovações francesas na política e na sociedade nunca substituíram totalmente as leis e tradições espanholas, porém, tornaram-se um importante modelo em ambas as áreas. Como resultado, houve um afluxo de produtos franceses, ideias e livros, o que ajudou a espalhar as idéias do Iluminismo em todo o mundo espanhol. Em certo sentido, as coisas francesas entrou em moda no século seguinte, e deu origem a um novo tipo de pessoa, o Afrancesado , que congratulou-se com esta nova influência. Além disso, durante a Guerra de Sucessão os portos da América Espanhola foram bloqueados pelas frotas britânica e holandesa. A Espanha voltou-se para a França para obter ajuda com a exportação de seus produtos. Esta foi a primeira vez na história colonial espanhola que o comércio ocorreu com uma nação estrangeira. Este novo relacionamento comercial estimulou a economia colonial, especialmente a do Chile. 

## As Reformas

### Espanha
As primeiras reformas foram destinadas a melhorar a estrutura econômica e política da Espanha. Elas procuraram modernizar a agricultura, de forma mais eficiente e construir navios e desenvolver uma infra-estrutura para monitorar e incitar a integração e o desenvolvimento econômico a nível regional e nacional. Estas reformas, infelizmente, levou a Espanha a um declínio histórico. Estas reformas socioeconômicos deixaram o país com quase nenhum capital de investimento. Isto dificultou a nacionalização de indústrias e também como um efeito colateral, ele interrompeu o sistema de classes. Deixando o país praticamente sem classe média e separou a inferior e superior de forma significativa. Como resultado dessas reformas antecipadas, o país foi diminuindo a sua taxa de progressão colocando-o atrás dos seus países vizinhos, como Grã-Bretanha e França.
O fracasso destas medidas tornou-se mais evidente quando a Espanha, em Carlos III, perdeu a Guerra dos Sete Anos contra a Grã-Bretanha (1756-1763). No entanto, os conselheiros do rei garantiu relatórios mais detalhados das colônia. A nova onda de reformas incluíram maior exploração dos recursos nas colônias, aumento de impostos, a abertura de novos portos autorizados a negociar apenas com Espanha, e o estabelecimento de várias estatais monopolistas.

## Efeitos
Embora a legislação aprovada pelos membros Borbônicos fez muito para reformar o Império, não foi suficiente para salvá-lo. As tensões raciais continuaram a crescer e ainda havia descontentamento massivo, a mais importante das quais foram as rebelião de Túpac Amaru II e Revolta dos Comuneros. Esse descontentamento levou muitas pessoas a se unir e levar várias revoltas. Mestiços e índios estavam entre o mais comum de ser envolvido em tais movimentos de resistência  Ao longo do tempo, essas revoltas levou a luta para a independência das colônias americanas.

### Economia
- Brading, D. A. Haciendas and Ranchos in the Mexican Bajío: León, 1700-1860. Cambridge, 1978. ISBN 978-0-521-22200-6
- Brading, D. A. Miners and Merchants in Bourbon Mexico, 1763-1810. Cambridge, Cambridge University Press, 1971. ISBN 978-0-521-07874-0
- Buechler, Rose Marie. The Mining Society of Potosí, 1776-1810. Ann Arbor, Syracuse University, 1981. ISBN 978-0-8357-0591-2
- Deans-Smith, Susan. Bureaucrats, Planters, and Workers: The Making of the Tobacco Monopoly in Bourbon Mexico. Austin, University of Texas Press, 1992. ISBN 978-0-292-70786-3
- Fisher, John R. Commercial Relations between Spain and Spanish America in the Era of Free Trade, 1778-1796. Liverpool, University of Liverpool, 1985. ISBN 978-0-902806-12-2
- Fisher, John R. Silver Mines and Silver Miners in Colonial Peru, 1776-1824. Liverpool, 1977. ISBN 978-0-902806-06-1
- Fisher, John R. Trade, War, and Revolution: Exports from Spain to Spanish America, 1797-1820. Liverpool, University of Liverpool, 1992. ISBN 978-0-902806-22-1
- Liss, Peggy K. Atlantic Empires: The Network of Trade and Revolution, 1713-1826. Baltimore, 1983. ISBN 978-0-8018-2742-6
- Ringrose, David. Spain, Europe and the "Spanish Miracle," 1700-1900. Cambridge, Cambridge University Press, 1996. ISBN 978-0-585-04069-1
- Socolow, Susan Migden. The Merchants of Buenos Aires, 1778-1810: Family and Commerce. Cambridge 1978. ISBN 978-0-521-21812-2
- Van Young, Eric. Hacienda and Market in Eighteenth Century Mexico: The Rural Economy of Guadalajara, 1675-1820. Berkeley, 1981. ISBN 978-0-520-04161-5

### Governo
- Andrien, Kenneth J. The Kingdom of Quito, 1690-1830: The State and Regional Development. Cambridge, Cambridge University Press, 1995. ISBN 978-0-521-48125-0
- Barbier, Jacques A. Reform and Politics in Bourbon Chile, 1755-1796. Ottawa, University of Ottawa Press, 1980. ISBN 978-2-7603-5010-6
- Brown, Kendall W. Bourbons and Brandy: Imperial Reform in Eighteenth-Century Arequipa. Albuquerque, University of New Mexico Press, 1986. ISBN 978-0-8263-0829-0
- Burkholder, Mark A. and D. S. Chandler. From Impotence to Authority: The Spanish Crown and the American Audiencias, 1687-1808. Columbus, University of Missouri Press, 1977. ISBN 978-0-8262-0219-2
- Fisher, John R. Government and Society in Colonial Peru: The Intendant System, 1784-1814. London, Athlone Press, 1970. ISBN 978-0-485-13129-1
- Fisher, Lillian Estelle. The Intendant System in Spanish America. Berkeley, University of California Press, 1929.
- Floyd, Troy S. (ed.). The Bourbon Reformers and Spanish Civilization; Builders or Destroyers? Boston: Heath, 1966.
- Hamnett, Brian R. Politics and Trade in Southern Mexico, 1750-1821. Cambridge, Cambridge University Press, 1971. ISBN 978-0-521-07860-3
- Lynch, John.. Spanish Colonial Administration, 1782-1810: The Intendant System in the Viceroyalty of the Río de la Plata. London, Athlone Press, 1958.
- McFarlane, Anthony. Colombia before Independence: Economy, Society, and Politics under Bourbon Rule. Cambridge, Cambridge University Press, 1993. ISBN 978-0-521-41641-2
- McKinley, P. Michael. Pre-Revolutionary Caracas: Politics, Economy, and Society, 1777-1811. Cambridge Cambridge University Press, 1985. ISBN 978-0-521-30450-4

### Militar
- Archer, Christon I. The Army in Bourbon Mexico, 1760-1810. Albuquerque, University of New Mexico Press, 1977. ISBN 978-0-8263-0442-1
- Cambell, Leon G. The Military and Society in Colonial Peru, 1750-1810. Philadelphia, American Philosophical Society, 1978. ISBN 978-0-87169-123-1
- Keuthe, Allan J. Military Reform and Society in New Granada, 1773-1808. Gainesville, University of Florida Press, 1978. ISBN 978-0-8130-0570-6
- Keuthe, Allan J. Cuba, 1753-1815: Crown, Military and Society. Knoxville, University of Tennessee Press, 1986. ISBN 978-0-87049-487-1

### Social
- Brading, D. A. Church and State in Bourbon Mexico: The Diocese of Michoacán, 1749-1810. Cambridge, Cambridge University Press, 1994. ISBN 978-0-521-46092-7
- Farris, Nancy M. Crown and Clergy in Colonial Mexico, 1759-1821: The Crisis of Ecclesiastical Privilege. London, Athlone Press, 1968. ISBN 978-0-485-13121-5
- Ladd, Doris M. The Mexican Nobility at Independence, 1780-1826. Austin, 1976. ISBN 978-0-292-75027-2
- Seed, Patricia. To Love Honor and Obey in Colonial Mexico: Conflicts Over Marriage Choice, 1574-1821. Stanford, Stanford University Press, 1988. ISBN 978-0-8047-1457-0